# Pepe Vargas
Gilberto José Spier Vargas, conhecido como Pepe Vargas (Nova Petrópolis, 29 de outubro de 1958), é um médico e político brasileiro.

## Carreira política
Assumiu o Ministério do Desenvolvimento Agrário, a convite da presidente Dilma Rousseff, em 14 de março de 2012, substituindo Afonso Florence. Deixou a pasta em 17 de março de 2014 em uma reforma ministerial promovida pela presidente.

### Eleições municipais de 1996
Em 1996 Pepe Vargas foi eleito para assumir a prefeitura de Caxias do Sul. Com mais de 80 mil votos feitos no primeiro turno, o equivalente a 48,68%, levou o pleito para o segundo turno contra o candidato do PMDB, Germano Rigotto, que fez 77.079 dos votos. No segundo turno, ao fazer 51,13%, Vargas sagrou-se vencedor da disputa.
| Candidato       | Número | Partido | Votos  | Porcentagem |
| --------------- | ------ | ------- | ------ | ----------- |
| Pepe Vargas     | 13     | PT      | 90.792 | 51,13%      |
| Germano Rigotto | 15     | PMDB    | 86.763 | 48,86%      |

### Eleições municipais de 2000
Quatro anos mais tarde, quando concorreu à permanência na prefeitura, desta vez contra José Ivo Sartori, também do PMDB, Pepe Vargas venceu novamente no primeiro turno, mas não o suficiente para impedir o segundo turno. Na ocasião, Vargas totalizou 48,15% dos votos válidos (94.923), contra 43,11% de Sartori (84.989). Kalil Sehbe Neto, do PDT, ficou em terceiro, com 8,72% (17.194). Semanas depois, em mais uma disputa acirrada, Pepe Vargas superou José Ivo Sartori, se tornando o primeiro prefeito da história do município a ser reeleito. 
| Candidato        | Número | Partido | Votos   | Porcentagem |
| ---------------- | ------ | ------- | ------- | ----------- |
| Pepe Vargas      | 13     | PT      | 103.015 | 50,20%      |
| José Ivo Sartori | 15     | PMDB    | 102.191 | 49,79%      |

### Secretaria de Relações Institucionais
Em 29 de dezembro de 2014, foi anunciado para ocupar a pasta da Secretaria de Relações Institucionais.
Em 7 de abril de 2015, as atribuições de relações institucionais foram transferidas para a Vice-presidência da República e a secretaria foi extinta.

### Secretaria de Direitos Humanos
Em 16 de abril de 2015, logo após deixar a SRI, assumiu como ministro-chefe da Secretaria de Direitos Humanos da Presidência da República.

### Deputado Federal
Na sessão histórica do dia 17 de abril de 2016, votou contra a admissibilidade do pedido de impeachment da presidente Dilma Roussef.

### Eleições Municipais de 2020
Em 2020, voltou a ser candidato a prefeito de Caxias do Sul pelo Partido dos Trabalhadores. Conseguiu chegar ao segundo turno, mas obteve 40,43% dos votos válidos e foi derrotado em todas as zonas eleitorais na disputa contra o candidato do PSDB, Adiló, que obteve quase 60% dos votos válidos.